# جانوس أنتال
جانوس أنتال (بالمجرية: Antal János)‏ هو منافس ألعاب قوى مجري، (ولد في بودابست في المجر 1888  م).

## وصلات خارجية
- جانوس أنتال على موقع أوليمبيديا (الإنجليزية)